# Peng Jianfeng
Peng Jianfeng (* 6. September 1994) ist ein chinesischer Wasserspringer. Er ist der Weltmeister des Jahres 2017 im Kunstspringen vom 1-m-Brett.